# Barnekow
Barnekow település Németországban, Mecklenburg-Elő-Pomeránia tartományban. Lakosainak száma 595 fő (2023. december 31.).

## Népesség
A település népességének változása:
| Lakosok száma | 608  | 597  | 587  | 596  | 602  | 595  |
|               | 2014 | 2017 | 2019 | 2021 | 2022 | 2023 |